# Список российских кавалеров Большого креста ордена Почётного легиона

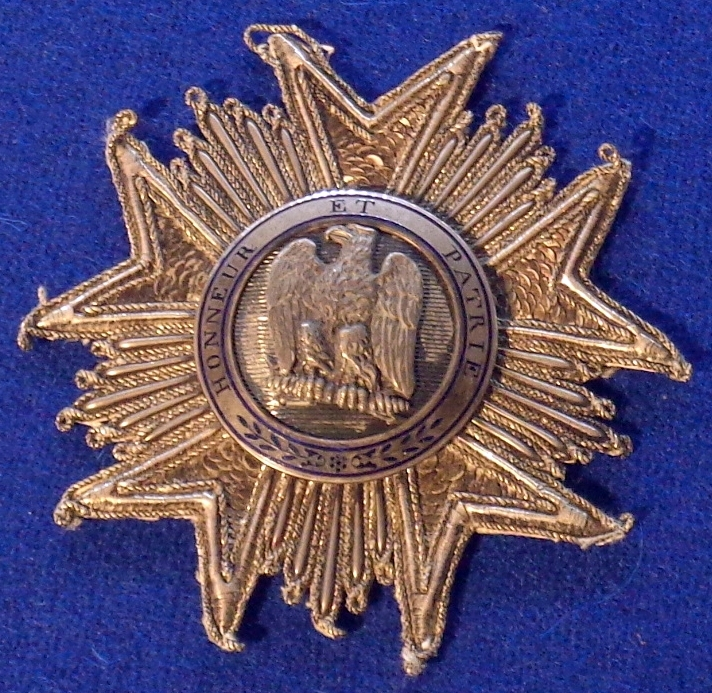
Звезда Большого орла, 1810-е

В данном списке представлены подданные Российской империи, удостоенные Большого креста ордена Почётного легиона со времени его учреждения в 1802 году до падения Российской империи в 1917 году. В качестве дополнения приведены также граждане СССР и Российской Федерации, награждённые высшей степенью ордена.
Орден Почётного легиона был учреждён 19 мая 1802 года Первым консулом Наполеоном Бонапартом. 29 января 1805 года императорским декретом была учреждена высшая степень ордена — Большое отличие (фр. Grande Décoration), наименованное Большим орлом (фр. Grand Aigle). Королевским указом от 16 июля 1814 года высшая степень была названа Большим крестом (фр. Grand’Croix), однако уже в указе от 19 июля того же года была названа Большой лентой (фр. Grand Cordon). Указом от 26 марта 1816 года название Большой крест было установлено окончательно.
Первыми россиянами, отмеченными высшей степенью ордена Почётного легиона, стали император Александр I и его брат цесаревич Константин, получившие знаки ордена от Наполеона во время встречи в Тильзите, завершившейся подписанием мирного договора.
Наибольшее число награждений, почти 60 %, пришлось на период Третьей республики (в России — царствования Александра III и Николая II), чему способствовало активное развитие союзнических связей между Францией и Российской империей в этот период.

## Российская империя
| №   | Портрет | Имя                                  | Титул / звание / должность на момент пожалования ордена                                                                           | Дата пожалования    | Прим.             |
| --- | ------- | ------------------------------------ | --- | ------------------- | ----------------- |
|     |         |                                      | |                     |                   |
| 1   |         | Александр I                          | Император и самодержец Всероссийский                                                                                              | 7 июля 1807 г.      | [ 2 ] [ 3 ]       |
| 2   |         | Константин Павлович                  | Цесаревич и Великий князь, генерал-адъютант                                                                                       | 7 июля 1807 г.      | [ 2 ] [ 3 ]       |
| 3   |         | Пётр Александрович Толстой           | граф, генерал от инфантерии | 7 июля 1807 г.      | [ 2 ] [ 3 ]       |
| 4   |         | Дмитрий Иванович Лобанов-Ростовский  | князь, генерал от инфантерии | 7 июля 1807 г.      | [ 2 ] [ 3 ]       |
|     |         | Алексей Евдокимович Лазарев          | гренадёр Преображенского полка | 9 июля 1807 г.      | [ 4 ] [ K 1 ]     |
| 5   |         | Андрей Яковлевич Будберг             | барон, министр иностранных дел | 22 июля 1807 г.     | [ 2 ] [ 3 ] [ 5 ] |
| 6   |         | Александр Борисович Куракин          | князь, действительный тайный советник 1-го класса, канцлер Российских орденов                                                     | 1808 г.             | [ 2 ] [ 3 ]       |
| 7   |         | Николай Петрович Румянцев            | граф, министр иностранных дел | 1808/1810 г.        | [ 6 ] [ 3 ]       |
| 8   |         | Николай Александрович Толстой        | граф, действительный тайный советник, обер-гофмаршал                                                                              | 1809/1810 г.        | [ 6 ] [ 3 ]       |
| 9   |         | Леонтий Леонтьевич Беннигсен         | граф, генерал от кавалерии | 27 февраля 1815 г.  | [ 6 ]             |
| 10  |         | Давид Максимович Алопеус             | посол Российской империи в Пруссии                                                                                                | 6 марта 1815 г.     | [ 6 ]             |
| 11  |         | Михаил Богданович Барклай-де-Толли   | князь, генерал-фельдмаршал, главнокомандующий 1-й армией                                                                          | 11 сентября 1815 г. | [ 7 ]             |
| 12  |         | Карл Васильевич Нессельроде          | граф, тайный советник, статс-секретарь, управляющий Министерством иностранных дел                                                 | 1819 г.             | [ 6 ]             |
| 13  |         | Иван Антонович Каподистрия           | граф, статс-секретарь, управляющий Государственной коллегией иностранных дел                                                      | 1819 г.             | [ 6 ]             |
| 14  |         | Гавриил Карлович де Реймон-Моден     | граф, гофмейстер | 31 декабря 1825 г.  | [ 6 ]             |
| 15  |         | Карл Иванович Опперман               | инженер-генерал, главноначальствующий Артиллерийским училищем                                                                     | 28 октября 1827 г.  | [ 6 ]             |
| 16  |         | Алексей Фёдорович Орлов              | граф, генерал-адъютант, генерал от кавалерии, уполномоченный от Российской империи на Парижском конгрессе                         | 28 апреля 1856 г.   | [ 6 ]             |
| 17  |         | Александр II                         | Император и самодержец Всероссийский                                                                                              | 30 июля 1856 г.     | [ 6 ]             |
| 18  |         | Филипп Иванович Бруннов              | барон, действительный тайный советник, временный представитель Российской империи во Франции                                      | 14 января 1857 г.   | [ 6 ]             |
| 19  |         | Александр Михайлович Горчаков        | князь, действительный тайный советник, министр иностранных дел                                                                    | 18 марта 1857 г.    | [ 6 ]             |
| 20  |         | Константин Николаевич                | Великий князь, генерал-адъютант, генерал-адмирал                                                                                  | 6 мая 1857 г.       | [ 8 ]             |
| 21  |         | Михаил Дмитриевич Горчаков           | князь, генерал-адъютант, генерал от артиллерии                                                                                    | 9 апреля 1858 г.    | [ 8 ]             |
| 22  |         | Павел Дмитриевич Киселёв             | граф, генерал-адъютант, генерал от инфантерии, посол Российской империи во Франции                                                | 10 мая 1859 г.      | [ 8 ]             |
| 23  |         | Николай Александрович                | Наследник Цесаревич и Великий князь                                                                                               | 8 сентября 1859 г.  | [ 8 ]             |
| 24  |         | Николай Максимилианович Романовский  | светлейший князь, герцог Лейхтенбергский, флигель-адъютант, полковник                                                             | 10 ноября 1864 г.   | [ 8 ]             |
| 25  |         | Андрей Фёдорович Будберг             | барон, посол Российской империи во Франции                                                                                        | 10 ноября 1864 г.   | [ 8 ]             |
| 26  |         | Василий Андреевич Долгоруков         | князь, генерал-адъютант, генерал от кавалерии, начальник III отделения Собственной Е. И. В. канцелярии                            | 10 ноября 1864 г.   | [ 8 ]             |
| 27  |         | Андрей Петрович Шувалов              | граф, обер-гофмаршал, президент Придворной конторы                                                                                | 10 ноября 1864 г.   | [ 8 ]             |
| 28  |         | Александр Александрович              | Наследник Цесаревич и Великий князь, генерал-адъютант, генерал от инфантерии                                                      | 30 июля 1865 г.     | [ i 2 ] [ K 2 ]   |
| 29  |         | Владимир Александрович               | Великий князь, флигель-адъютант                                                                                                   | 6 июня 1867 г.      | [ 8 ]             |
| 30  |         | Владимир Иванович Барятинский        | князь, генерал-адъютант, генерал-лейтенант, шталмейстер, президент Придворной конюшенной конторы                                  | 12 июня 1867 г.     | [ 8 ]             |
| 31  |         | Александр Владимирович Адлерберг     | граф, генерал-адъютант, генерал-лейтенант, командующий Императорской Главной квартирой                                            | 12 июня 1867 г.     | [ 8 ]             |
| 32  |         | Александр Егорович Тимашев           | генерал-адъютант, генерал от кавалерии, министр внутренних дел                                                                    | 30 апреля 1873 г.   | [ 8 ]             |
| 33  |         | Фёдор Фёдорович Трепов               | генерал-адъютант, генерал-лейтенант, Санкт-Петербургский градоначальник                                                           | 20 мая 1873 г.      | [ 8 ]             |
| 34  |         | Михаил Христофорович Рейтерн         | статс-секретарь, действительный тайный советник, министр финансов                                                                 | 22 июля 1874 г.     | [ 8 ]             |
| 35  |         | Алексей Александрович                | Великий князь, флигель-адъютант, капитан 1-го ранга, командующий Гвардейским экипажем                                             | 30 ноября 1874 г.   | [ 8 ]             |
| 36  |         | Николай Алексеевич Орлов             | князь, генерал-адъютант, генерал-лейтенант, чрезвычайный посланник Российской империи во Франции                                  | 22 декабря 1874 г.  | [ 8 ]             |
| 37  |         | Александр Иванович Барятинский       | князь, генерал-адъютант, генерал-фельдмаршал                                                                                      | 13 марта 1875 г.    | [ 8 ]             |
| 38  |         | Михаил Николаевич                    | Великий князь, генерал-адъютант, генерал-фельдцейхмейстер, наместник Е. И. В. на Кавказе                                          | 12 июня 1876 г.     | [ 9 ]             |
| 39  |         | Дмитрий Алексеевич Милютин           | генерал-адъютант, генерал от инфантерии, военный министр                                                                          | 30 сентября 1876 г. | [ 9 ]             |
| 40  |         | Константин Константинович            | Великий князь, флигель-адъютант, лейтенант флота                                                                                  | 11 сентября 1878 г. | [ 9 ]             |
| 41  |         | Семён Михайлович Воронцов            | светлейший князь, генерал-адъютант, генерал от инфантерии, экстраординарный посланник во Францию                                  | 21 апреля 1881 г.   | [ 9 ]             |
| 42  |         | Владимир Андреевич Долгоруков        | князь, генерал-адъютант, генерал от инфантерии, Московский генерал-губернатор                                                     | 5 сентября 1882 г.  | [ 9 ]             |
| 43  |         | Николай Карлович Гирс                | статс-секретарь, действительный тайный советник, министр иностранных дел                                                          | 26 июля 1883 г.     | [ 9 ]             |
| 44  |         | Константин Иванович Пален            | граф, статс-секретарь, действительный тайный советник, член Государственного совета                                               | 26 июля 1883 г.     | [ 9 ]             |
| 45  |         | Илларион Иванович Воронцов-Дашков    | граф, генерал-адъютант, генерал-лейтенант, министр императорского двора и уделов                                                  | 26 июля 1883 г.     | [ 9 ]             |
| 46  |         | Оттон Борисович Рихтер               | генерал-адъютант, генерал-лейтенант, командующий Императорской главной квартирой                                                  | 26 июля 1883 г.     | [ 9 ]             |
| 47  |         | Николай Александрович                | Наследник Цесаревич и Великий князь                                                                                               | 25 апреля 1884 г.   | [ 9 ]             |
| 48  |         | Артур Павлович Моренгейм             | действительный тайный советник, посол Российской империи во Франции                                                               | 28 марта 1891 г.    | [ 9 ]             |
| 49  |         | Сергей Александрович                 | Великий князь, генерал-адъютант, генерал-майор, Московский генерал-губернатор                                                     | 20 июня 1891 г.     | [ 10 ]            |
| 50  |         | Георгий Александрович                | Великий князь, флигель-адъютант, мичман                                                                                           | 31 июля 1891 г.     | [ 10 ]            |
| 51  |         | Пётр Семёнович Ванновский            | генерал-адъютант, генерал от инфантерии, военный министр                                                                          | 1891 г.             | [ i 3 ]           |
| 52  |         | Иван Николаевич Дурново              | действительный тайный советник, министр внутренних дел                                                                            | 19 марта 1893 г.    | [ 10 ]            |
| 53  |         | Павел Александрович                  | Великий князь, генерал-майор, командир лейб-гвардии Конного полка                                                                 | 31 октября 1893 г.  | [ 10 ]            |
| 54  |         | Сергей Юльевич Витте                 | тайный советник, министр финансов                                                                                                 | 8 января 1894 г.    | [ 10 ]            |
| 55  |         | Николай Николаевич Обручев           | генерал-адъютант, генерал от инфантерии, начальник Главного штаба                                                                 | 4 декабря 1894 г.   | [ 10 ]            |
| 56  |         | Николай Михайлович                   | Великий князь, флигель-адъютант, полковник, командир 16-го гренадерского Мингрельского полка                                      | 7 декабря 1894 г.   | [ 10 ]            |
| 57  |         | Михаил Иванович Чертков              | генерал-адъютант, генерал от инфантерии, член Государственного совета                                                             | 26 декабря 1894 г.  | [ 10 ]            |
| 58  |         | Евгений Максимилианович Романовский  | светлейший князь, герцог Лейхтенбергский, генерал-лейтенант                                                                       | 20 мая 1895 г.      | [ 10 ]            |
| 59  |         | Михаил Иванович Драгомиров           | генерал-адъютант, генерал от инфантерии, командующий войсками Киевского военного округа                                           | 24 сентября 1895 г. | [ 10 ]            |
| 60  |         | Алексей Борисович Лобанов-Ростовский | князь, статс-секретарь, действительный тайный советник, министр иностранных дел                                                   | 3 октября 1895 г.   | [ 10 ]            |
| 61  |         | Александр Петрович Ольденбургский    | принц, генерал-адъютант, генерал от инфантерии                                                                                    | 4 марта 1896 г.     | [ 10 ]            |
| 62  |         | Георгий Николаевич Лейхтенбергский   | герцог | 4 марта 1896 г.     | [ 11 ]            |
| 63  |         | Пётр Николаевич                      | Великий князь, флигель-адъютант, ротмистр                                                                                         | 4 марта 1896 г.     | [ 11 ]            |
| 64  |         | Александр Сергеевич Долгоруков       | князь, обер-церемониймейстер | 25 августа 1896 г.  | [ 11 ]            |
| 65  |         | Николай Павлович Шишкин              | статс-секретарь, тайный советник, управляющий министерством иностранных дел                                                       | 13 ноября 1896 г.   | [ 11 ]            |
| 66  |         | Анатолий Владимирович Орлов-Давыдов  | граф, обер-шталмейстер | 13 ноября 1896 г.   | [ 11 ]            |
| 67  |         | Николай Николаевич Младший           | Великий князь, генерал-адъютант, генерал-лейтенант, генерал-инспектор кавалерии                                                   | 20 декабря 1896 г.  | [ 11 ]            |
| 68  |         | Михаил Николаевич Муравьёв           | граф, гофмейстер, управляющий Министерством иностранных дел                                                                       | 31 января 1897 г.   | [ 11 ]            |
| 69  |         | Кирилл Владимирович                  | Великий князь, флигель-адъютант, мичман                                                                                           | 10 сентября 1897 г. | [ 11 ]            |
| 70  |         | Владимир Борисович Фредерикс         | барон, генерал-адъютант, генерал-лейтенант, министр императорского двора и уделов                                                 | 10 сентября 1897 г. | [ 11 ]            |
| 71  |         | Николай Валерианович Муравьёв        | статс-секретарь, тайный советник, министр юстиции                                                                                 | 10 сентября 1897 г. | [ 11 ]            |
| 72  |         | Михаил Иванович Хилков               | князь, действительный тайный советник, министр путей сообщения                                                                    | 10 сентября 1897 г. | [ 11 ]            |
| 73  |         | Павел Петрович Тыртов                | вице-адмирал, управляющий Морским министерством                                                                                   | 10 сентября 1897 г. | [ 11 ]            |
| 74  |         | Иван Логгинович Горемыкин            | действительный тайный советник, министр внутренних дел                                                                            | 10 сентября 1897 г. | [ 11 ]            |
| 75  |         | Николай Алексеевич Протасов-Бахметев | граф, генерал-адъютант, генерал от кавалерии, главноуправляющий Собственной Е. И. В. канцелярией по учреждениям императрицы Марии | 27 ноября 1897 г.   | [ 12 ]            |
| 76  |         | Алексей Николаевич Куропаткин        | генерал-лейтенант, военный министр                                                                                                | 15 октября 1898 г.  | [ 12 ]            |
| 77  |         | Лев Павлович Урусов                  | князь, гофмейстер, чрезвычайный посланник и полномочный министр в Белигии                                                         | 20 апреля 1899 г.   | [ 12 ]            |
| 78  |         | Василий Васильевич Андреев           | композитор, руководитель Русского оркестра народных инструментов                                                                  | 14 июня 1900 г.     | [ 12 ]            |
| 79  |         | Михаил Александрович                 | Наследник и Великий князь, флигель-адъютант, подпоручик                                                                           | 20 апреля 1901 г.   | [ 12 ]            |
| 80  |         | Владимир Николаевич Ламздорф         | граф, действительный тайный советник, министр иностранных дел                                                                     | 20 апреля 1901 г.   | [ 12 ]            |
| 81  |         | Дмитрий Сергеевич Сипягин            | егермейстер, министр внутренних дел                                                                                               | 20 апреля 1901 г.   | [ 12 ]            |
| 82  |         | Пётр Павлович Гессе                  | генерал-адъютант, генерал-лейтенант, дворцовый комендант                                                                          | 27 сентября 1901 г. | [ 12 ]            |
| 83  |         | Вячеслав Константинович Плеве        | статс-секретарь, действительный тайный советник, министр внутренних дел                                                           | 11 мая 1902 г.      | [ 12 ]            |
| 84  |         | Алексей Сергеевич Ермолов            | действительный тайный советник, министр земледелия и государственных имуществ                                                     | 7 июня 1902 г.      | [ 12 ]            |
| 85  |         | Дмитрий Константинович               | Великий князь, Свиты Е. И. В. генерал-майор, главноуправляющий Государственным коннозаводством                                    | 14 июня 1902 г.     | [ 12 ]            |
| 86  |         | Михаил Михайлович                    | Великий князь, капитан | 2 июня 1904 г.      | [ 12 ]            |
| 87  |         | Александр Иванович Нелидов           | действительный тайный советник, посол Российской империи во Франции                                                               | 26 декабря 1905 г.  | [ 12 ]            |
| 88  |         | Владимир Николаевич Коковцов         | статс-секретарь, член Государственного совета                                                                                     | 24 апреля 1906 г.   | [ 12 ]            |
| 89  |         | Николай Петрович Линевич             | генерал-адъютант, генерал от инфантерии                                                                                           | 24 апреля 1906 г.   | [ 12 ]            |
| 90  |         | Василий Иванович Тимирязев           | тайный советник, член Государственного совета                                                                                     | 24 апреля 1906 г.   | [ 12 ]            |
| 91  |         | Артур Павлович Кассини               | граф, действительный тайный советник, посол Российской империи в Испании                                                          | 19 июля 1906 г.     | [ 12 ]            |
| 92  |         | Александр Петрович Извольский        | гофмейстер, министр иностранных дел                                                                                               | 22 октября 1906 г.  | [ 13 ]            |
| 93  |         | Борис Владимирович                   | Великий князь, флигель-адъютант, штабс-ротмистр                                                                                   | 26 марта 1908 г.    | [ 13 ]            |
| 94  |         | Фёдор Фёдорович Палицын              | генерал от инфантерии, начальник Генерального штаба                                                                               | 16 сентября 1908 г. | [ 13 ]            |
| 95  |         | Иван Михайлович Диков                | генерал-адъютант, адмирал, морской министр                                                                                        | 23 октября 1908 г.  | [ 13 ]            |
| 96  |         | Сергей Михайлович                    | Великий князь, генерал-адъютант, генерал-лейтенант, генерал-инспектор артиллерии                                                  | 20 июня 1911 г.     | [ 13 ]            |
| 97  |         | Владимир Александрович Сухомлинов    | генерал от кавалерии, военный министр                                                                                             | 24 ноября 1911 г.   | [ 13 ]            |
| 98  |         | Сергей Дмитриевич Сазонов            | гофмейстер, министр иностранных дел                                                                                               | 7 декабря 1911 г.   | [ 13 ]            |
| 99  |         | Иван Константинович Григорович       | генерал-адъютант, адмирал, морской министр                                                                                        | 3 августа 1912 г.   | [ 13 ]            |
| 100 |         | Александр Васильевич Каульбарс       | барон, генерал от кавалерии, член Военного совета                                                                                 | 17 сентября 1912 г. | [ 13 ]            |
| 101 |         | Александр Георгиевич Романовский     | светлейший князь, герцог Лейхтенбергский, флигель-адъютант, штабс-ротмистр                                                        | 3 октября 1912 г.   | [ 13 ]            |
| 102 |         | Алексей Николаевич                   | Наследник Цесаревич и Великий князь                                                                                               | 8 июля 1914 г.      | [ 13 ]            |
| 103 |         | Пётр Львович Барк                    | тайный советник, министр финансов                                                                                                 | 14 февраля 1915 г.  | [ 13 ]            |
| 104 |         | Михаил Васильевич Алексеев           | генерал от инфантерии, начальник штаба Верховного главнокомандующего                                                              | 1 декабря 1915 г.   | [ 13 ]            |
| 105 |         | Александр Фёдорович Трепов           | статс-секретарь, егермейстер, председатель Совета министров, министр путей сообщения                                              | 11 декабря 1916 г.  | [ 13 ]            |
| 106 |         | Николай Николаевич Покровский        | тайный советник, министр иностранных дел                                                                                          | 3 марта 1917 г.     | [ 13 ]            |

## СССР и Российская Федерация

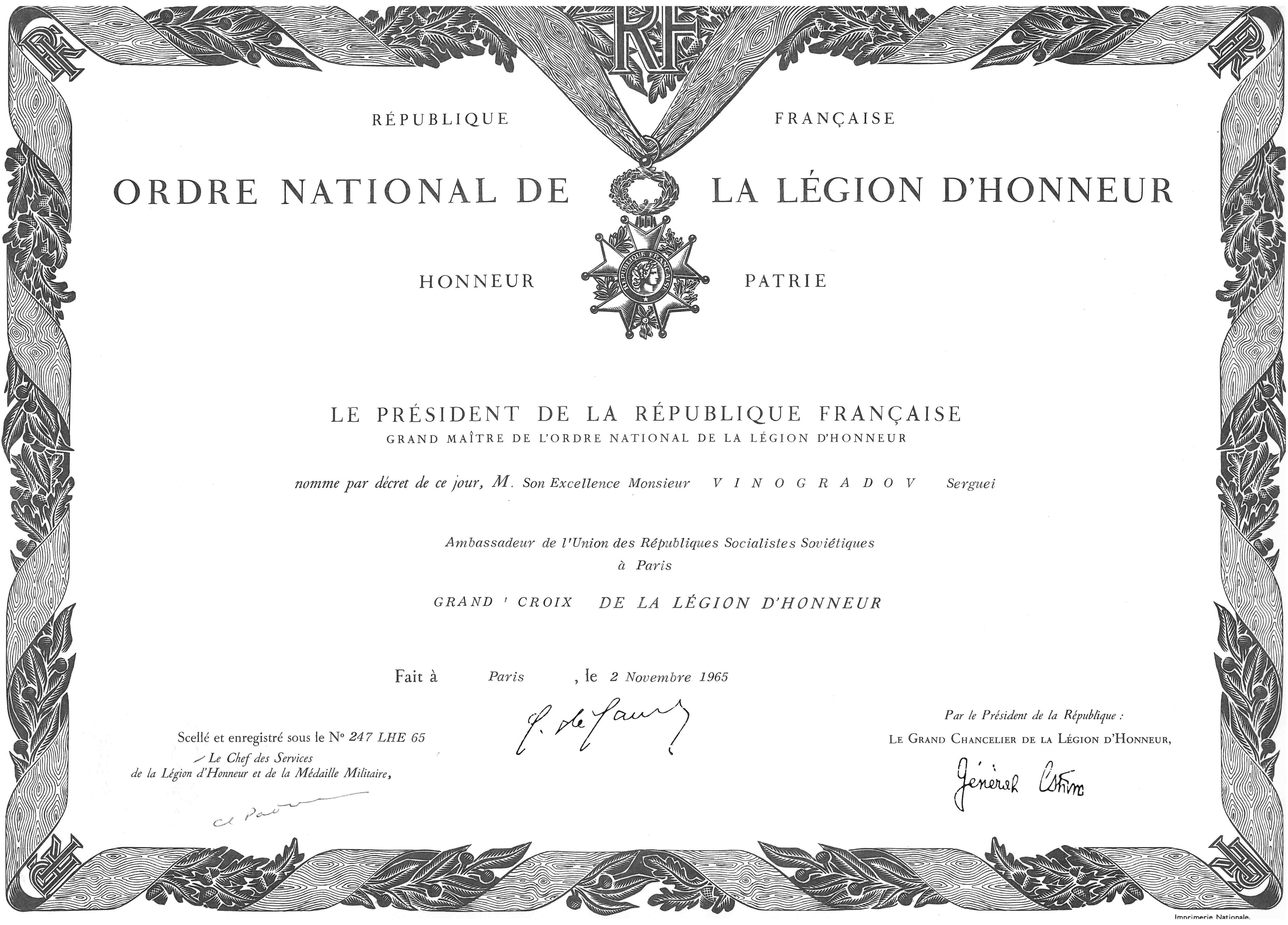
Грамота, принадлежавшая С. А. Виноградову

За всё время существования СССР только несколько его граждан были награждены высшей степенью ордена Почётного легиона. 9 июня 1945 года был награждён маршал Советского Союза Георгий Константинович Жуков, а 2 ноября 1965 года — чрезвычайный и полномочный посол СССР во Франции Сергей Александрович Виноградов. А так же Мавлид Алероевич Висаитов май 1945 г.
В Российской Федерации Большим крестом ордена Почётного легиона был отмечен президент Борис Николаевич Ельцин, а также президент Владимир Владимирович Путин, получивший Большой крест во время своего визита во Францию 22 сентября 2006 года.

## Комментарии
1. ↑  Награждён не по статуту Золотым орлом Почётного легиона на параде русских и французских войск в городе Тильзите императором Франции Наполеоном I. В 1809 году лишён ордена цесаревичем Константином Павловичем. В «Имперском альманахе Архивная копия от 12 июля 2024 на Wayback Machine» за 1810 год в списке награждённых не значится.
2. ↑  Во французских источниках указывается другая дата награждения — 9 июня 1878 года[9].